# Тот, Кристина (писательница)
Кристина Тот (Krisztina Tóth) — венгерская писательница и переводчик, лауреат литературных премий.
Родилась 5 декабря 1967 года в Будапеште. Окончила отделение скульптуры средней художественной гимназии (1983) и факультет истории и искусств Будапештского университета (1993). Благодаря назначенной стипендии в 1990—1992 гг. училась во Франции.
С 1993 по 1998 год работала во Французском институте в Будапеште, затем некоторое время — скульптором в реставрационной мастерской.
Занималась переводом французской поэзии, составитель, редактор и переводчик изданной в 1996 году Антологии.
Пишет стихи с 1989 года, прозаические произведения — с 2006 года.
Литературные премии:
- Radnóti Prize (1990) — премия Миклоша Радноти;
- Gyula Illyés Prize (1994) — премия Дьюлы Ийеша;
- Tibor Déry Prize (1996) — премия Тибора Дери;
- Attila József Prize (2000) — премия Аттилы Йожефа;
- István Vas Prize (2001) — премия Иштвана Ваша;
- Szépíró Prize (2005) — премия Ассоциации беллетристов;
- Sándor Márai Prize (2007) — премия Шандора Мараи;
- Bárka Prize (2010) — премия африканской диаспоры;
- Alföld Prize (2014) — премия Альфёльда.

Поэтические сборники:
- Őszi kabátlobogás 1989
- Az árnyékember 1997
- Porhó 2001
- Magas labda 2009
- Felhőmesék 2017

Рассказы, сборники рассказов:
- Vonalkód: tizenöt történet. Budapest: Magvető Kiadó, 2006
- Pixel. Budapest: Magvető Kiadó, 2011
- Akvárium. Budapest: Magvető Kiadó, 2013
- Pillanatragasztó Budapest: Magvető Kiadó 2014
- Párducpompa Budapest: Magvető Kiadó 2017
- Fehér farkas Budapest: Magvető Kiadó 2019

На русском языке опубликовано:
- «Take Five» (Линия надлома). Из сборника «Штрих-коды», журнал Звезда 2011, № 3;
- Космическая кошка. Длинные выходные, журнал Звезда 2017, № 5.